# Antti Loikkanen
Antti Loikkanen (Finlandia, 15 de abril de 1955) es un atleta finlandés retirado especializado en la prueba de 1500 m, en la que consiguió ser medallista de bronce europeo en pista cubierta en 1983.

## Carrera deportiva
En el Campeonato Europeo de Atletismo en Pista Cubierta de 1983 ganó la medalla de bronce en los 1500 metros, con un tiempo de 3:41.31 segundos, tras el alemán Thomas Wessinghage (oro con 3:39.82 segundos) y el español José Manuel Abascal.